# 湯開建
湯開建（英語：Tang Kaijian，1949年—），湖南長沙人，中國歷史學家，澳門大學歷史系榮休教授，現任澳門科技大學社會和文化研究所講座教授及博士生導師。
主要研究領域為中國明清史、澳門史、西夏史、中國天主教史、中西文化交流史和中國邊疆民族史等，他亦是澳門史研究的領軍人物，他培養的博士生大多從事澳門史或華南史研究，自成一派。

## 生平
湯開建早年專注於研究包括西夏史在內的中國西北民族史。1986年，他在調往廣州市暨南大學後開始轉向研究澳門歷史，他認為澳門的歷史文獻檔案資料收藏量巨大且語言眾多，值得被深入研究。1992年起，他全身投入澳門史研究工作，在取得顯著的成果後被視為澳門史研究的領軍人物。2008年，湯開建開始任職於澳門大學，他教導的博士生在澳門史或華南史研究領域中亦有一定地位。
湯開建自開始研究澳門史以來深入發掘整理及翻譯了大量第一手漢文和西文文獻。在研究初期，他從事在明清文人的文集及筆記中搜尋有關澳門的記載的工作，並將之彙編成集，由於當時技術條件不成熟，沒有電腦打字和網路檢索，故要逐字逐句地查閱各種文獻，他亦表示文獻翻譯所需的工作量相當龐大，單是葡語資料便有上百萬份。湯開建對第一手文獻的整理、翻譯及發掘，也讓初期一些學者研究的錯誤及疏漏得以被發現和修正。
湯開建強調整理翻譯各種西方語言文獻檔案的重要性，他認為若要繼續深入研究澳門史，必須先做好基礎的工作，故組織在澳門大學師從自己的博士生學習葡萄牙語、西班牙語和法語等語言，又組織葡文系的碩士和博士研究生參與葡語文獻的整理與翻譯。在其部分學術著作中，他除了嚴格地採用中、葡兩文第一手檔案文獻外，也兼用法文、西班牙文、德文、俄文、拉丁文、荷蘭文、意大利、日文和英文等文獻。

## 學術著作
湯開建的部分著作主要有收錄了明清兩朝文獻檔案中關於利瑪竇研究的專門史料的《利瑪竇明清中文文獻資料彙釋》和被稱為「國際澳門學領域中最具開創性的一部巨著」的《天朝異化之角：16-19世紀西洋文明在澳門》，此外還有《澳門編年史（1﹣6卷）》、《明代澳門史論稿（上、下卷）》、《明清天主教史論稿：從澳門出發》和《被遺忘的「工業起飛」：澳門工業發展史（1557﹣1941）》等。他亦是學術期刊和書籍《澳門歷史研究》、《澳門學譯叢》及《澳門世界文化遺產叢書》的主編。

## 所獲榮譽
湯開建著有20多部學術著作和發表了百餘篇各類期刊論文，獲得10多項廣東、甘肅、澳門地區及國家級社科學術類學術大獎。2009年，他因對法國歷史及文化研究作出的貢獻而獲頒發「法國教育騎士勳章」，是首名獲得該殊榮的港澳地區教育界學者。